# Stadio José Dellagiovanna
Lo Stadio José Dellagiovanna (in spagnolo Estadio José Dellagiovanna) è uno stadio situato a Victoria, in Argentina. 
Lo stadio è stato inaugurato nel 1936 e ospita le partite casalinghe del Club Atlético Tigre. Ha una capienza di 30 000 persone.